# Amiši
Amiši (angleško Amish, pensilvansko nemško Amisch, nemško Amische) so pripadniki anabaptistične veje protestantske krščanske verske skupnosti, znani zlasti po preprostem načinu življenja, oblačenja in zavračanju moderne tehnologije v vsakdanjem življenju. Beseda »Amiš« se uporablja izključno s strani nečlanov omenjene verske skupnosti, medtem ko sami uporabljajo poimenovanje »Enaki ljudje«. Prve korenine skupnosti segajo v Švico, ko je to leta 1693 ustanovil Jakob Ammann.
V začetku 18. stoletja se je pričela imigracija Amišev, zlasti v Severno Ameriko (ZDA, Kanada). Govorijo pensilvansko nemščino in angleščino.
V letu 2000 je bilo ob popisu naštetih 165.000 pripadnikov verske skupnosti, v letu 2008 pa 227.000 (eden na 1340 prebivalcev ZDA). V Evropi ni podatkov o tej skupnosti.

## Podskupine Amišev
Glavna delitev:
- 1. Stari red Amišev (angleško Old Order Amish)
  2. Novi red Amišev  (angleško New Order Amish)

| Stari red Amišev                                 | Novi red Amišev                               |
| ------------------------------------------------ | --------------------------------------------- |
| Uporaba kočij, prepovedano potovanje z letalom   | Uporaba kočij, potovanje z letalom dovoljeno  |
| Telefonska linija ne sme biti priključena v hiši | Telefonska linija je lahko priključena v hiši |
| Dovoljeno uživanje tobaka in alkohola            | Prepoved uporabe tobaka in alkohola           |

Do razlik ne prihaja le med Starim in Novim redom Amišev, saj so razlike opazne že znotraj posamezne skupine. V vsakem okrožju so pravila odvisna od duhovnega nadzornika (angleško bishop). Nekaj kar je lahko v enem okrožju dovoljeno, je lahko v drugem prepovedano, prav tako pa se razlike med okrožji pojavljajo tudi glede oblačenja, saj duhovni nadzornik predpiše kakšni kroji so lahko uporabljeni.

## Prebivalstvo

### Število
Zaradi geografske in socialne izolacije Amišev je število pripadnikov težko določljivo. Ocenjeno je na 123.000 v letu 1992, 166.000 v 2000, in 227.000 v letu 2008. Letna prebivalstvena rast je 4 %, s 6,8 otroka na gospodinjstvo pa so med najhitreje rastočimi skupnostmi sveta. V ZDA obstajajo skupnosti Amišev v 21 zveznih državah: največja je s 44.000 pripadniki v Pensilvaniji . Sledi Ohio s 43.000 in Indiana (33.000). Največje posamične skupnosti beležijo v kraju Holmes County (Ohio), Lancaster County (Pensilvanija) in v LaGrange (Indiana).

### Etnična opredelitev
Amišem je skupna etnična identiteta - imajo švicarske in nemške prednike, po katerih so prevzeli nemški jezik, kulturne navade, za ohranjanje tradicije pa je obvezna poroka v osrednjem verskem objektu posamične skupnosti. Poimenovanja Amiš pripadniki skupnosti ne uporabljajo v smislu etnične pripadnosti, temveč le za stalne člane verske skupnosti. Za sprejem v skupnost morajo ti sprejeti tradicionalen stil življenja, katerega zagovarjajo Amiši, ter se pridružiti skupini v verskih bogoslužjih.
Večina Amišev je iz Evrope imigrirala na ozemlja ZDA v 19. stoletju, zaradi liberarnejšega pogleda na življenje pa so ti postopoma izgubljali stik z identiteto. Večina današnjih Amišev je tako potomcev sicer nižjega števila priseljencev iz 18. stoletja.

## Zgodovina
Amiši izhajajo iz rodu švicarskih anabaptistov iz zgodnjega 16. stoletja, ki so prestopili v radikalni protestantizem. Ti švicarski soverniki imajo prvotne religijske korenine pri Felixu Manzu (1498-1527) in Conradu Grebelu (1498–1526), ki sta prestopila iz formacije ustanovitelja Huldyrcha (Ulricha) Zwinglija. 
Gibanje Amišev je dobilo poimenovanje v času Jakoba Ammanna (začetek 18. stoletja), švicarskega verskega voditelja. Ta je menil da se menoniti – mirno anabaptistično gibanje iz Beneluksa in Nemčije – počasi odcepljajo od prvotnih verskih zapovedi Menno Simonsa in zaprisege veri, katero so zapovedali leta 1632. Ammann je verjel v strogo versko disciplino – tudi v družben izogib ostalim skupinam in socialno izločitvijo neverujočih članov skupnosti.

## Jezik
Amiši govorijo dva jezika, pensilvansko nemščino in angleščino. Originalen izraz za njihov jezik oziroma dialekt je pensilvanska nemščina – angleško Pennsylvanian Dutch (to ni pensilvanska nizozemščina, ta izraz je nastal kot napačna izgovorjava besede »Deutsch«).

Pri verskih obredih se uporablja še en jezik, to je »Visoka« nemščina (angleško High German), ali kot jo še poimenujejo Amiši, standardna nemščina . 
Otroci se najprej naučijo pensilvanske nemščine, šele v šoli spoznajo angleščino, ki se jo učijo govoriti in pisati.

## Vera
Vera Amišem ne pomeni samo verovanja v cerkvene dogme, temveč jim vera narekuje tudi način življenja, od tega, kako se oblačijo, vzgajajo otroke in kako obdelujejo zemljo. Vsa ta pravila so nezapisana pravila, katerim pravijo Ordnung.

### Krst
Ker vera Amišev po delitvi spada pod vejo protestantizma je tudi zakrament svetega krsta podoben kot pri protestantizmu – Amiši, kot tudi ostali anabaptisti, ne verjamejo v krstitev dojenčka, saj menijo, da mora biti krst svobodna odločitev odraslega človeka ter da se greh pojavi, ko ima človek znanje o dobrem in zlu v svetu, česar pa dojenček še nima. 
Ko novi član cerkve, Amiš, opravi zakrament krsta, se za večno podredi Bogu in veri. 

### Obhajilo
Zaradi vprašanja kolikokrat na leto naj cerkev izvaja obred obhajila je prišlo do razcepitve med menoniti in Amiši, saj je Jakob Ammann predlagal, da se obred obhajila izvaja dvakrat na leto.
Obred obhajila lahko opravijo samo tisti, ki so že opravili obred krsta, saj obhajilo pomeni ponovno zaobljubo vere Bogu. Obhajilo se izvaja spomladi in jeseni, priprave na obred pa se pričnejo že dva tedna pred samim dogodkom. Priprave, ki velikokrat trajajo tudi cel dan, zajemajo izpovedi grehov, petje pesmi, molitve,…

### Shunning
Angleška beseda shun pomeni 'nekoga se izogibati'. In prav to naredijo Amiši, kadar kdo izmed njih krši cerkvena ali družbena pravila. Temu kaznovanju se reče shunning. Amiši se bodo osebi, ki je kršila pravila oziroma naredila greh izogibali, z njim ne bodo govorili in če je nekdo v družini kršil pravila, ta družinski član ne bo smel obedovati s svojo družino za isto mizo. Grešnik bo deležen nekomunikacije tako dolgo, dokler ne bo pred celotno versko skupnostjo priznal svojih grehov in prosil odpuščanja. 
Za velik greh se šteje, če nekdo zapusti amiško življenje. Takrat oseba, ki zapusti skupnost, ne sme biti nikoli več v stiku s svojo družino ali prijatelji. Če svojci tega ne upoštevajo, so lahko tudi sami kaznovani z izobčenjem iz cerkve in skupnosti.

## Kočije
Kočije ali vozovi (angleško buggy) so najbolj znano prevozno sredstvo Amišev. Ordnung Amišem ne prepoveduje vožnje z avtomobilom ali avtobusi, prepoveduje le njihovo lastništvo. Zato Amiši kot svoje prevozno sredstvo uporabljajo štirikolesne vagone, vprežene s konjem.
Obstaja več vrst kočij in namenov za njihovo uporabo:
- 1. Trgovska kočija ima prtljažnik, zato je primerna za prevažanje različnih surovin.
  2. Kočija za snubljenje je majhna, z enojnim sedežem za dva in nepokrita, brez zasebnosti.
  3. Družinske kočije so večje, tako da se lahko v njih prevaža celotna družina.

Vse kočije so opremljene z baterijsko vodenimi lučmi in smerokazi, vsaka kočija mora imeti tudi trikotnik, ki nakazuje na počasnost vožnje, saj se kočije peljejo le okoli 10 km/h. 

## Otroci in mladostniki

### Rumspringa
Rumspringa je pensilvansko nemški izraz, ki pomeni tekanje naokoli. To je obdobje amiških mladostnikov, ko lahko pridobivajo izkušnje sodobnega sveta, za kar pa niso kaznovani, saj še niso imeli obreda krsta in se torej še niso zaobljubili svoji veri in amiškemu načinu življenja. Obdobje se prične, ko so mladostniki stari nekje med 14 in 16 let. Takrat lahko delajo vse, kar je sicer v življenju Amišev prepovedano: vozijo avto, gledajo televizijo, gredo v kino, se oblačijo kot Angleži (angleško English – tako Amiši imenujejo ljudi izven svoje skupnosti), kadijo, pijejo,… Nekateri mladostniki v tem času tudi zapustijo hišo svojih staršev in skupnost Amišev. Namen tega obdobja je, da se mladi odločijo ali se bodo pridružili skupnosti Amišev ali ne. Dejstvo je, da se jih veliko število odloči in sprejme zakrament krsta, sploh zaradi velikih razlik med življenjem, ki ga poznajo in zunanjim, angleškim svetom. 

### Šolanje
Amiši izobrazbi ne dajejo velikega pomena. Verjamejo v osnovno izobrazbo, dokler ta ne ogroža njihovih temeljnih vrednot. Otroci se tako v šolah, kjer poučujejo mlade in neporočene ženske, učijo o osnovah matematike, angleščine, branja in črkovanja. Nekatere šole učijo tudi nekaj geografije, zgodovine ter sociologije. Otroci obiskujejo šolo do 8. razreda, nato pa pomagajo staršem pri opravilih na njivi ali pri gradnji, deklice pa tudi pri domačih opravilih.

## Tehnologija
Uporaba tehnologije, kot jo poznamo mi, je v življenju Amišev prepovedana. A kljub temu uporabljajo hladilnike in moderne štedilnike, kateri pa za svojo energijo uporabljajo plin iz propana, ki se uporablja tudi za segrevanje vode ter za razsvetljavo. Ženske pri svojem delu v kuhinji in moški pri gradbeniških delih uporabljajo stisnjen zrak.
Tudi na področju kmetijstva lahko uporabljajo sodobno mehanizirano opremo a pod pogojem, da jih vlečejo živali . Če katera skupnost dovoli uporabo traktorja, pa mora biti volan železen, tako da jim traktor dela ne olajša.

## Prepoved fotografiranja
Fotografiranje ali snemanje veljata za kršitev načel Biblije, saj Amiši verjamejo da osebne fotografije poudarjajo individualnost človeka, kar pa ni v skladu z njihovimi načeli, ki individualnost človeka zavračajo. Prepoved fotografiranja si Amiši razlagajo z rekom v Bibliji, ki pravi, da nihče ne sme imeti svoje izklesane podobe.

To je tudi razlog, da je o življenju Amišev zelo malo dokumentarnih filmov, saj s tem, da se prostovoljno pustijo snemati ali fotografirati delajo greh, za kar so lahko kaznovani z izobčenjem.

## Oblačila
Oblačila Amišev so zelo preprosta in narejena po striktnih pravilih. Vse ženske v skupnosti pri šivanju oblačil uporabljajo zase in svojo družino enak kroj šivanja in tudi barve blaga, brez vzorcev. Barve, ki jih lahko uporabijo so v večini črna, modra, temno rdeča, zelena, rjava ali vijolična. 

### Moški
Moška oblačila so črna ali v temnih barvah, brez gumbov ali ovratnikov. Pri cerkvenih obredih imajo oblečeno belo srajco, preko katere nosijo telovnik. Poročeni moški imajo brade, ki si jih ne strižejo, ne smejo pa imeti brkov. Brki, ovratniki in gumbi so namreč del vojaške obleke, Amiši pa so pacifisti in zavračajo vojno ter so proti bojevanju.
Vsi moški nosijo tudi klobuke, črne in iz blaga pozimi in slamnate poleti. Pri cerkvenih obredih klobukov ne nosijo, saj rek v Bibliji pravi da je nečastno, če mož med molitvijo nosi klobuk. Obratno velja za ženske.

### Ženske
Samske ženske imajo oblečeno dolgo obleko, beli predpasnik in belo kapo, poročene pa črni predpasnik in kapo. Barve kap se iz okrožja v okrožje razlikuje. Za razliko od moških morajo ženske pri molitvi imeti pokrito glavo, saj je za žensko nečastno, če moli z odkrito glavo. Ženske si svojih las ne strižejo, nikoli pa nimajo spuščenih las, saj morajo svoje lase tesno speti in skriti pod kapo.

## Poroka
Poroke se običajno odvijajo od konca oktobra in vse do začetka decembra, v torek ali četrtek. Moški in ženska morata biti krščena, če se želita poročiti. Na poročni dan ima ženska še zadnjič oblečen beli predpasnik in kapo, saj bo beli predpasnik po poroki zamenjala za črnega, moški pa ima oblečena oblačila, ki jih po navadi nosi na običajnih cerkvenih obredih. Poroke so skromne, brez cvetja in brez glasbe, saj so instrumenti, razen petja, prepovedani. Ker je nošenje nakita prepovedano, si mož in žena prstanov ne izmenjata.

## Pogreb
Kot poroke so tudi obredi pogreba zelo skromni, brez nagrobnih govorov in brez petja. Bogoslužje vključuje le branje himn, poslušanje pridige in molitve.

Umrlo žensko oblečejo v oblačila, ki jih je nosila na dan svoje poroke, bel predpasnik in belo kapo, moške pa oblečejo v bela oblačila. Žalujoči nosijo črna oblačila. 

Nagrobni spomeniki so majhni in zaobljeni, v katere je vklesano ime, datum rojstva ter datum smrti umrlega. Po navadi telesa družinskih članov niso pokopana v istem grobu, saj umrle pokopajo v vrstnem redu po katerem so umrli, kajti Amiši verjamejo da posmrtni ostanki človeka niso pomembni, ker so vse duše umrlih združene v nebesih.
Pokopališča so v lasti celotne amiške skupnosti in ko zmanjka prostora za nove grobove, novo zemljišče kupi celotna kongregacija. 

## Amiši in moderen svet
Kljub temu, da Amiši živijo svoje življenje s popolnoma drugačnimi pravili in vrednotami kot moderen svet zraven njih, pride velikokrat do medsebojnega sodelovanja med Amiši in ne-amiškimi sosedi.
Amiši ne hodijo na volitve in ne sodelujejo v politiki, prav tako pa ne služijo vojski in svojih medsebojnih sporov ne rešujejo s pomočjo sodišča in s tožbami. Tudi socialne podpore in socialnega zavarovanja ne prejemajo, plačujejo pa davek na dohodek in davek na zemljišče .